# Gunnar Hoydal
Gunnar Hoydal (født 12. september 1941 i København, død 15. april 2021) var en færøsk forfatter, poet og arkitekt.
De første år af sit liv boede han i Danmark, for der var ingen muligheder for at rejse mellem Danmark og Færøerne under 2. verdenskrig. Familien flyttede til Færøerne efter krigen var slut i 1945, først boede de i Klaksvík fra 1946-50, dernæst i Tórshavn. I 1954 flyttede familien til Sydamerika, fordi faderen blev udstationeret for ST. I mellemtiden skulle Gunnar Hoydal gå på Sorø Akademi, hvor han gik til 1961. Han begyndte at studere historie, men kort efter blev han optaget på Kunstakademiets Arkitektskole, hvor han blev uddannet i 1967. Han arbejdede som arkitekt i København fra 1967-1972. Han flyttede til Færøerne i 1972, da han fik arbejde som byarkitekt hos Tórshavns kommune. I 1982 vandt han Færøernes litteraturpris. I 1989, 1993 og 2010 var han nomineret til Nordisk Råds litteraturpris. I 2010 modtog han Mentanarvirðisløn Landsins, som er en af det færøske landsstyres kulturpriser, som uddeles en gang om året. 
Under sit virke havde han flere formandsposter:
- 1972 Ansat som by-arkitekt i Havn.
- 1981 – 1986 Formand for Rithøvundafelag Føroya (Færøernes Forfatter Forening).
- 1982 – 1988 Stifter og første formand for kunstsammenslutningen LISA.
- 1984 – 1988 Medlem af Mentanargrunnur Løgtingsins.
- 1986 – 1994 Formand for Ljósritagrunnurin/Fjølrit.
- 1990 – 1995 Formand for  Arkitektafelag Føroya (Færøernes Arkitektforening.
- 1998 – 2004 Formand for Rithøvundafelag Føroya (Færøernes Forfatter Forening).

## Priser og nomineringer
- 1982 – Litteraturprisen M. A. Jacobsen's bókmentavirðisløn (Tórshavns byråds litteraturpris) for skønlitteratur.
- 1989 – Nomineret til Nordisk Råds litteraturpris
- 1993 – Nomineret til Nordisk Råds litteraturpris[1]
- 2002 – Mentanarvirðisløn Landsins (Færøernes kulturpris)
- 2010 – Hans roman Í havsins hjarta blev nomineret til Nordisk Råds Litteraturpris[2]

## Familie
Hans forældre var Karsten Hoydal, der var forfatter og Marie Louise, født Falk-Rønne. Han havde tre søskende, sangerinden og skuespilleren Annika Hoydal var hans søster, derudover havde han to brødre Kjartan, der var hans tvillingebror og Egil.  Gunnar var gift med Jette Hoydal, født Dahl, de fik tre børn: Marianna, Kristina og Dánial. Gunnar var politikeren Høgni Hoydals onkel.